# Rosalejo
Rosalejo – gmina w Hiszpanii, w prowincji Cáceres, w Estramadurze, o powierzchni 40,2 km². W 2011 roku gmina liczyła 1283 mieszkańców.